# Canthyporus nimius
Canthyporus nimius är en skalbaggsart som beskrevs av Olof Biström och Nilsson 2006. Canthyporus nimius ingår i släktet Canthyporus och familjen dykare. Inga underarter finns listade i Catalogue of Life.